# 레드 버턴스
레드 버턴스(Red Buttons, 1919년 2월 5일 ~ 2006년 7월 13일)는 미국의 배우이다.

## 영화
- 13 루 마드렌
- 사요나라
- 원, 투, 쓰리
- 하타리 (영화)
- 지상 최대의 작전 (영화)
- 그들은 말을 쏘았다
- 포세이돈 어드벤처 (1972년 영화)
- 피터의 용
- 그레이트 볼카노
- 에이틴 어게인
- 앰브런스
- 당신에게 일어날 수 있는 일
- 스토리 오브 어스

## 텔레비전
- 에드 설리번 쇼
- 제20회 골든 글로브상
- 원더우먼 (1975년 드라마)
- 파워 (미국의 드라마)
- 코스비 가족 만세
- 로잔느 아줌마
- ER (드라마)